# 의령은광학교
의령은광학교는 경상남도 의령군 가례면 운암리에 있는 공립 특수학교이다. 지적장애 학생을 위한 특수교육기관으로 초등학교, 중학교, 고등학교, 전공과를 두고 있다.

## 학교 연혁
- 1996. 02. 05. 경남은광학교 설립인가(지체부자유특수학교_유치원1학급,초등부9학급,중학부4학급,고등부4학급,계18학급)
- 1996. 03. 01. 초대 박현안 교장 취임
- 1996. 03. 05. 제1회 입학식
- 1996. 05. 22. 경남은광학교 개교식
- 1998. 03. 01. 경상남도교육청지정 특수교육 시범학교 운영
- 2007. 03. 01. 경상남도교육청지정 특수교육 시범학교 운영
- 2009. 03. 01. 경상남도교육청지정 특수교육 시범학교/교원평가선도학교 운영
- 2019. 01. 03. 직업중점학교 선정
- 2021. 03. 01. 의령은광학교로 교명 변경